# 聖書正典
聖書正典（せいしょせいてん。またはカノン（英: Canon））とは、ユダヤ教およびキリスト教の正典を指す名称として用いられる。

## 聖書正典論
教会会議の基準で、神的な霊感を受けて書かれたと認められた文書群であり、ユダヤ教、正教会、カトリック教会、プロテスタント、自由主義神学の高等批評でそれぞれ相違がある。
カトリック教会の正典論は、最終的に確定された聖書正典に注目するものと、批判的に「正典の成立過程」に注目するものがある。またカトリック教会では正典を記した目録もカノンと呼ばれる。

## 聖書の巻数
ユダヤ教ではヘブライ語聖書（一部アラム語）が聖書正典であり、キリスト教では旧約聖書と新約聖書が聖書正典である。
エチオピア正教会は聖書正典を旧約54書、新約27書、合計81巻とした。ロシア正教会によって定められた77巻のほかに4 Baruch, ヨベル, エノク, Meqabyan 1-3.を加えて81だが、エチオピア正教会は聖書の数え方を変えて77巻であるとしている。ロシア正教会聖シノドは聖書正典を旧約50書、新約27書、合計77巻とした。トリエント公会議は聖書正典を旧約46書、新約27書、合計73巻としたが、プロテスタントは旧約39巻、新約27巻の66巻である。宗教改革時代はカトリック教会とプロテスタント教会の間に、正典の範囲について議論があったが、双方の間に聖書が絶対の権威を持つことについての異論はなかった。
聖書正典の範囲について、いつの時代にも異論を唱える者の存在はある。

## ヘブル語聖書・旧約聖書
旧約聖書はキリスト教徒の名称であるため、ユダヤ教では旧約聖書と呼ばない。また、ユダヤ教では2区分または3区分にわけられる。そのためこの区分をめぐって複数の説が唱えられてきた。
三大区分説
1. 律法（トーラー）5巻。創、出、レビ、民数、申命記。
2. 預言者（ネヴィイーム）8巻。
  1. 前預言者4巻。ヨシュア、士師、サムエル、列王
  2. 後預言者4巻。イザヤ書、エレミヤ書、エゼキエル書、12小預言書（ホセア書、他）
3. 諸書（ケトビーム）11巻。
  1. 真理（エメト）3巻。詩編、箴言、ヨブ記
  2. 巻物（メギロート）5巻。雅歌、ルツ記、哀歌、伝、エステル
  3. その他3巻。ダニ、エズラ、ネヘ、歴

### 霊感の重要性による区分
重要度の高い順に配列され、モーセの律法にもっとも高い権威が与えられているとする。ラビ・アイモニデスの説。

### 内容による区分
聖書の内容によって区分する。

### 聖書の正典化
段階的に正典化されたというもので、文書仮説、高等批評で認められている説である。日本キリスト教協議会（NCC）の『キリスト教大辞典』ではこの説のみが紹介されている。

### 著者の身分による区分
聖書信仰の教会で受けいれられている説である。ロバート・ディック・ウィルソンの論文で上記の3大区分が正典化の順序であったとする説が否定されている。
1. 第一区分:モーセ
2. 第二区分:預言の賜物を持ち、公けの預言者の地位にあった。
3. 第三区分:預言の賜物を持ち、公けの預言者の地位になかった。

## 正典と外典
トリエント公会議はラテン語のヴルガータに含まれるものを聖書正典と定めた。カトリック教会はプロテスタントが第二正典を取り除いたとするが、プロテスタントはトレント公会議が旧約聖書と外典の区別を取り除いたとしている。カトリック教会が教会の権威によって聖書が正典になったとするのに対し、歴史的なプロテスタントは聖書の権威を教会が確認したに過ぎないと見なしてきた。ただし、今日の自由主義神学の聖書学者は、人間的な基準によって聖書が決定されたとしている。
ウェストミンスター信仰告白等歴史的なプロテスタントの信仰告白は、聖書を66巻としているが、現代のエキュメニカル運動による『新共同訳』は続編として第二正典を収録するものと、プロテスタントの伝統的な巻数の二種類を出版した。これをめぐって聖書信仰の立場では、「旧約外典を「旧約続編」として付加したもの」には、「カトリック教会も受け入れられない外典が付け加えられている」とし、泉田昭は「外典を続編として加え、聖書の正典論に一石を投じた」が、続編付きと正典の区別が読者にはわからないと指摘している。